# Acura TL
Der Acura TL war eine Mittelklasse-Limousine der zu Honda gehörigen Premium-Marke Acura.
Der TL, welcher zeitweise nach dem BMW 3er im Segment der Premium-Limousinen das Modell mit den zweitbesten Verkaufszahlen in den USA war, wurde 1995 als Nachfolger des Acura Vigor eingeführt.

## Erste Generation (1995–1998, UA1–UA3)
Der erste TL, kurz für Touring Luxury wurde 1995 vorgestellt als Acura 2.5 TL mit einem 2,5-Liter-Fünfzylinder-Motor und einer Nutzleistung von 178 PS (131 kW), der schon im Vigor eingesetzt wurde. Darüber hinaus gab es einen Acura 3.2 TL mit einer maximalen Leistung von 203 PS (149 kW) und einem 3,2-Liter-V6-Ottomotor vom Acura Legend, wobei der Acura 3.2 TL minimal größer war. Der 2.5 TL wurde ab Frühjahr 1995 verkauft; der 3.2 TL aufgrund von Zoll-Problemen erst im Herbst. In Japan wurde der Wagen als Honda Inspire oder Honda Saber verkauft, da Honda dort zwei getrennte Händlernetze hatte, die eigene Namen nutzten.
Das Fahrzeug verfügte serienmäßig unter anderem über zwei Airbags, ABS, Klimaanlage und Zentralverriegelung.

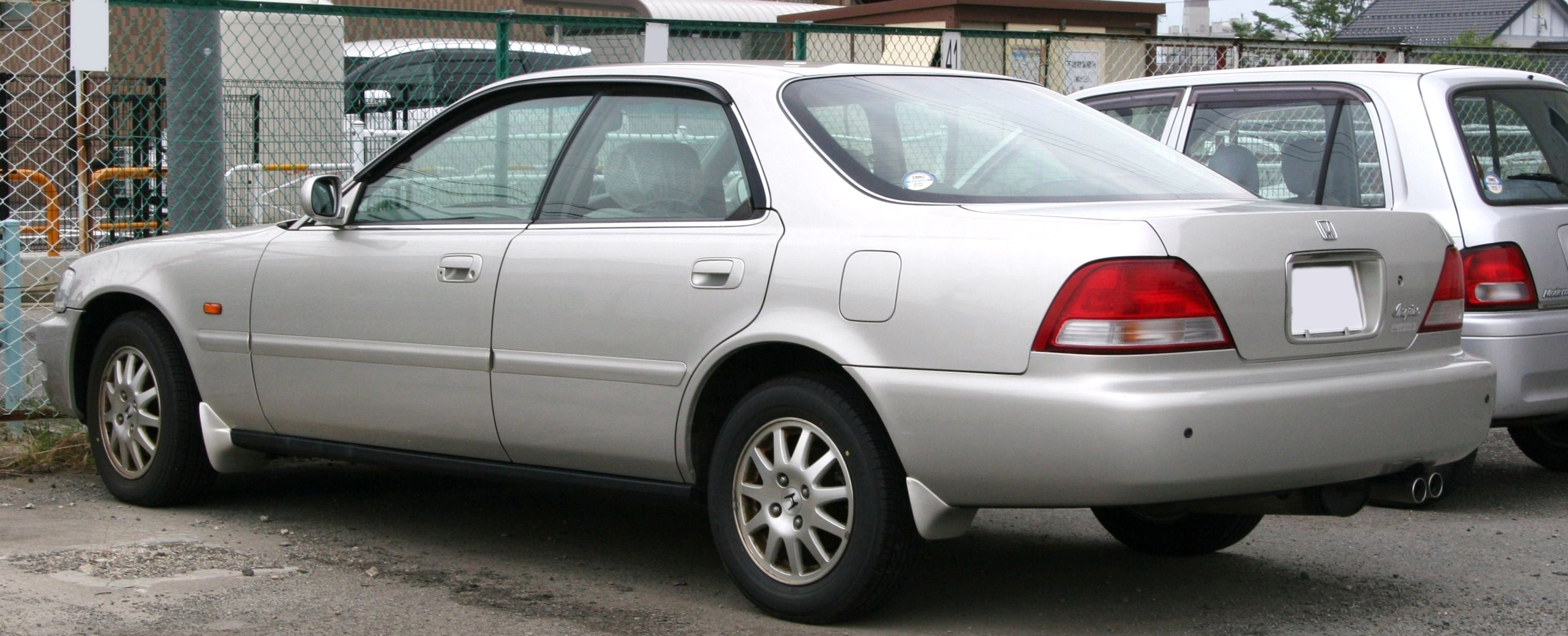
Heckansicht

## Zweite Generation (1998–2003, UA5)
Die zweite Generation wurde 1998 eingeführt, wobei er sich die Plattform mit dem amerikanischen Honda Accord der sechsten Generation teilt. In den USA hießen alle Modelle fortan offiziell Acura 3.2 TL. Intern heißen die Modelle UA4 und UA5. Alle TL hatten einen neu entwickelten 3,2-Liter-SOHC-VTEC-J32-V6 mit 228 PS (168 kW), der am ein Viergang-Automatikgetriebe mit SportShift gekoppelt war. Im zweiten Produktionsjahr erhielt der Acura TL einige zusätzliche Funktionen, darunter ein Fünfgang-Automatikgetriebe mit SportShift. Der zusätzliche Gang ermöglichte eine etwas bessere Kraftstoffersparnis und Beschleunigung im Vergleich zum vorherigen Viergang-Automatikgetriebe mit SportShift.
Gebaut wurde das Modell nun im Marysville-Werk der Honda of America Mfg. Für Japan wurde das Modell unter den Bezeichnungen Honda Inspire und Honda Saber gebaut. Der größte Unterschied zwischen den beiden Fahrzeugen war der Kühlergrill; der Inspire und der Saber waren außerdem auch mit einem 2,5-Liter-V6 der Honda J-Serie erhältlich, der ausschließlich auf dem japanischen Markt angeboten wurde.
2001 gab es ein Facelift mit einer aufgefrischten Frontpartie, neu gestalteten Rückleuchten, einem sechsfach-CD-Wechsler und einigen anderen Features. Außerdem wurde ein Type-S-Sportmodell eingeführt, das 35 PS (26 kW) mehr hatte als die Standardversion und somit auf insgesamt 263 PS (194 kW) bei 6100/min kam. Das maximale Drehmoment von 315 Nm lag zwischen 3500 und 5500 Umdrehungen pro Minute an. Das Sportmodell hatte außerdem 17-Zoll-Räder, straffere Sitze und eine verbesserte Federung.

Ab 2001 gab es außerdem den Acura CL als Coupé-Version des TL. Vorher war dieser nicht vom TL abgeleitet.

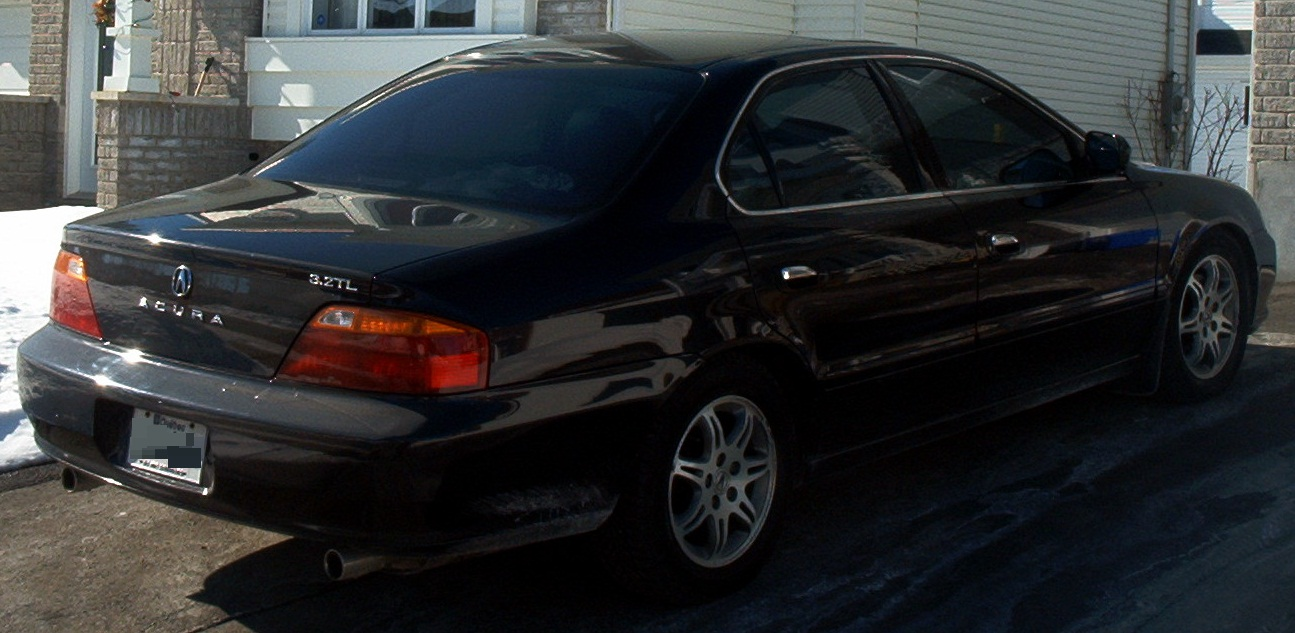
Heckansicht
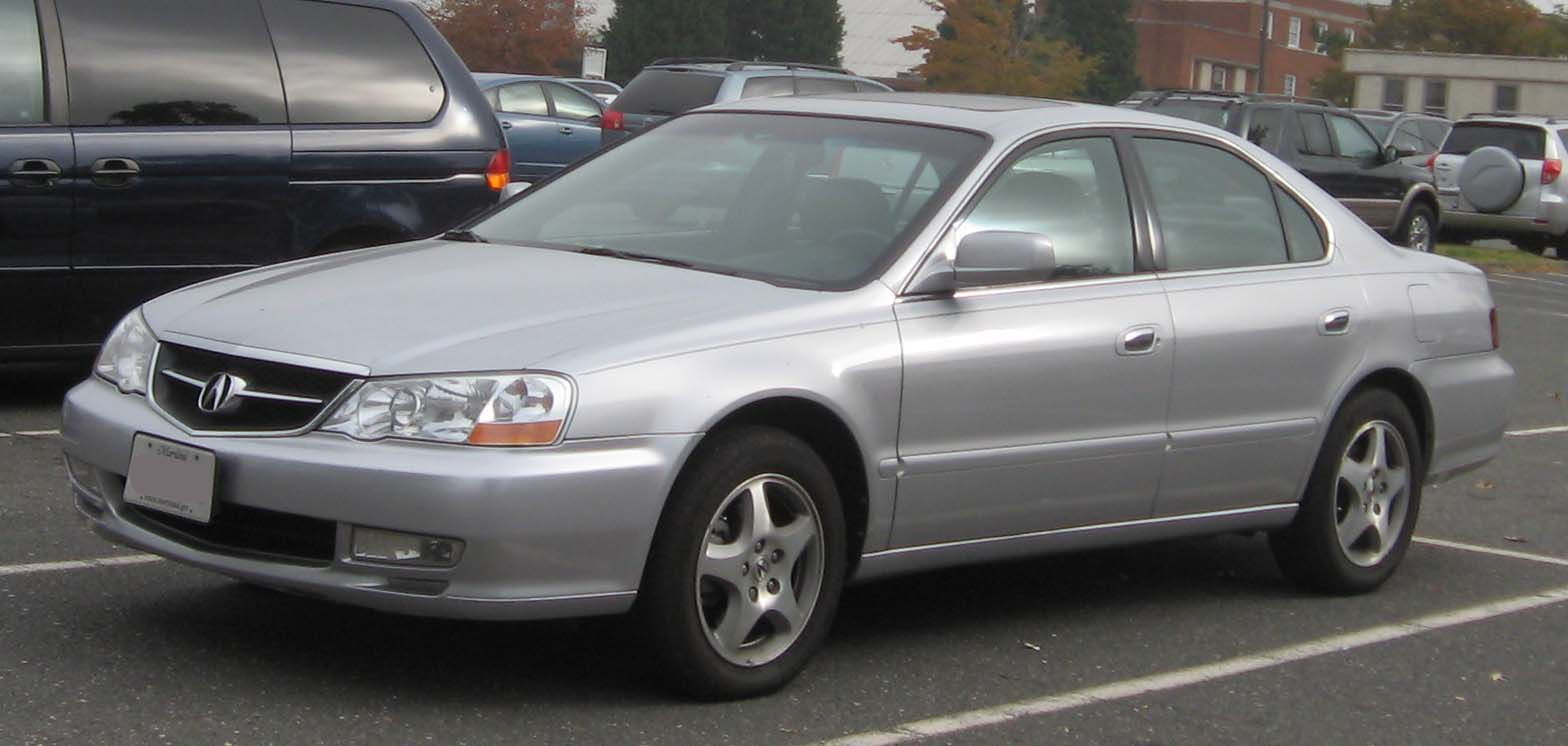
Facelift  (2001–2003)
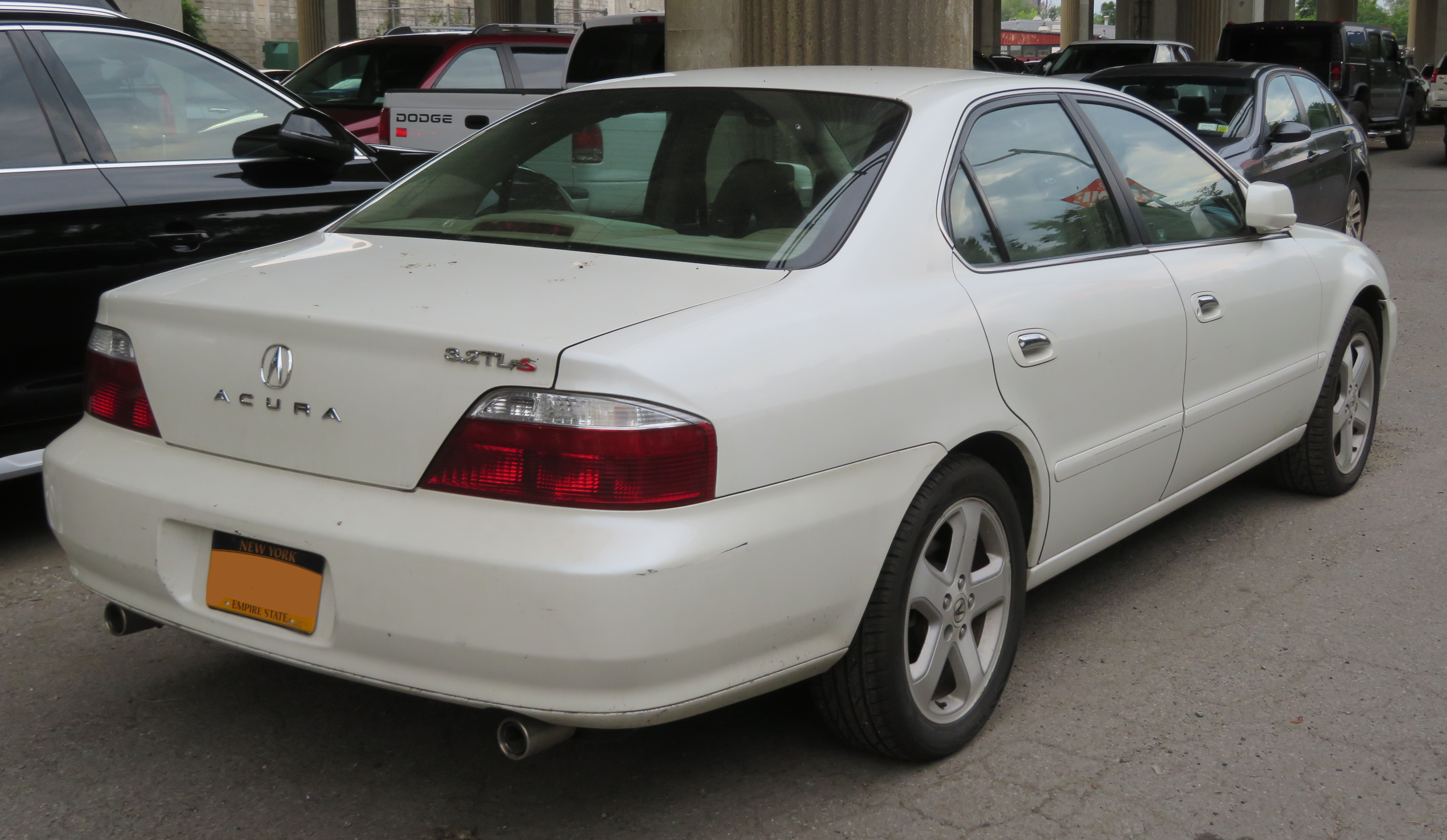
Heckansicht
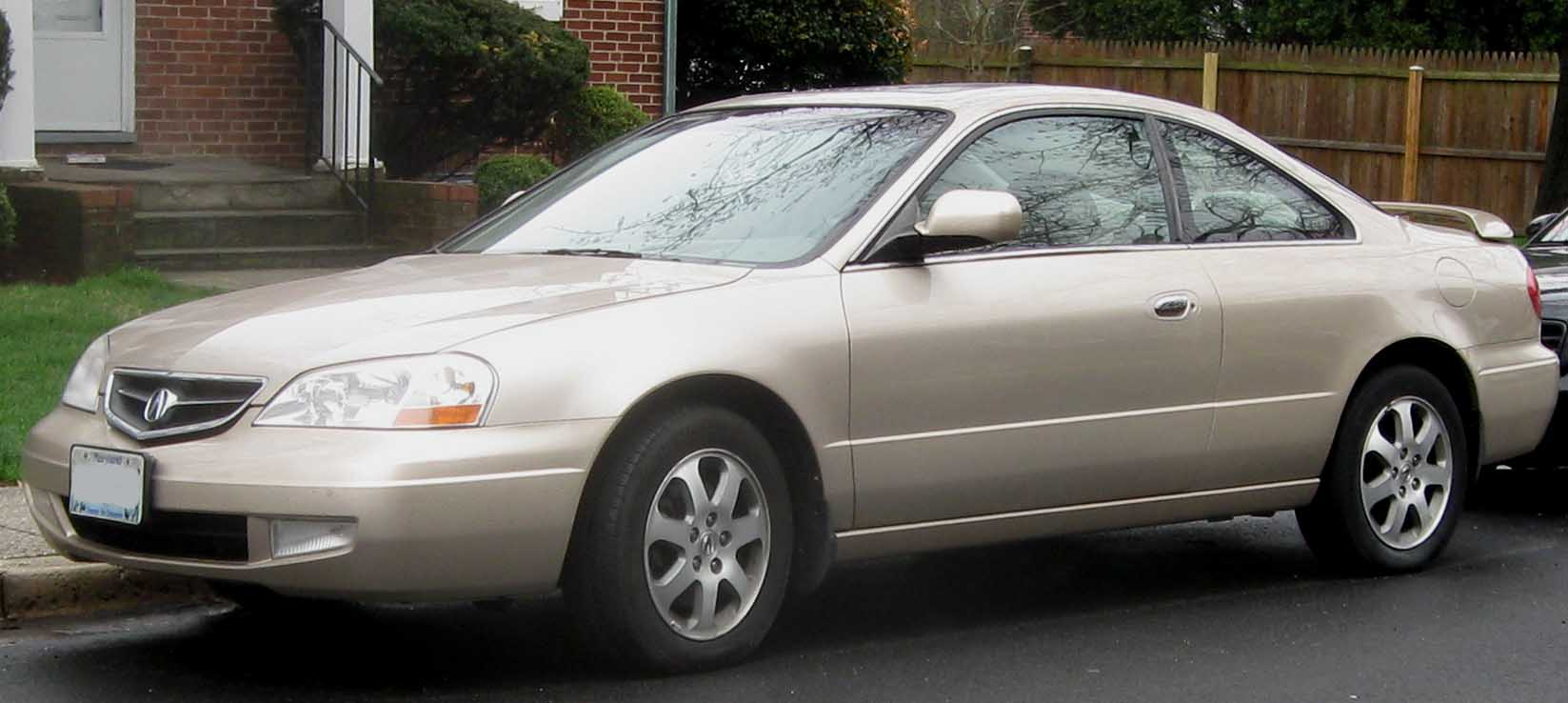
Acura CL

## Dritte Generation (2003–2008, UA6, UA7)
Die dritte Generation des TL mit den internen Bezeichnungen UA6 bzw. UA7 folgte ab Ende 2003 für das Modelljahr 2004. Jetzt hieß das Modell schlicht nur noch Acura TL. In Japan wurde der Wagen als Honda Inspire ab 2003 verkauft.
Angetrieben wurde der TL von einem 273 PS (201 kW) starken 3,2-Liter-VTEC-V6, später revidiert auf 261 PS (192 kW), basierend auf dem neueingeführten SAE-Messstandard für Leistung. Der Motor hatte ein maximales Drehmoment von 316 Nm. Als Getriebeoptionen standen ein auch manuell schaltbares Fünfgang-Automatikgetriebe oder ein Sechsgang-Schaltgetriebe zur Auswahl. Die Modelle mit manuellem Getriebe verfügten über 4-Kolben-Bremssättel von Brembo vorne, ein Torsen-Sperrdifferenzial, steifere Stabilisatoren vorne und hinten sowie Hochleistungsreifen ohne Aufpreis.
Zum Modelljahr 2007 erhielt der Wagen ein Facelift mit einem leicht überarbeiteten Außendesign (u. a. ein nochmals vergrößerter Kühlergrill) sowie ein verbessertes Interieur mit einem geänderten Lenkrad, neu gestalteten Anzeigen und Fußraumbeleuchtung, zusätzlich zu neuen Innen- und Außenfarben.

Außerdem gab es nun wieder einen Type S als Sportmodell der Baureihe. Dieser bekam einen 3,5-Liter-V6-Motor mit 286 PS (210 kW) aus dem Acura RL. Den Type S gab es entweder mit einer Fünfgang-Automatik mit Schaltwippen oder einem Sechsgang-Schaltgetriebe. Das manuelle Getriebe verfügte über ein Sperrdifferenzial. Zu den Unterschieden im Exterieur gehörten vierfache Auspuffrohre, neu gestaltete Rückleuchten und Frontschürze, eine Spoilerlippe, breitere Seitenschweller, Brembo-Bremsen, dunkelsilberne 10-Speichen-Räder, ein schwarz verchromter Kühlergrill anstelle des serienmäßigen glänzenden Kühlergrills, exklusive Type-S-Schriftzüge sowie eine exklusive neue Farboption, Kinetic Blue Pearl. Im Innenraum finden sich Type-S-Schriftzüge am Lenkrad und an den Kopfstützen, zusätzlich zu stärker gepolsterten Vordersitze, zweifarbigen Sitze (nur in Verbindung mit dem Interieur in Ebony/Silver), Rennsportpedalen aus Metall, Karbonfaser-Zierleisten sowie einer roten Innenbeleuchtung (im Gegensatz zu Blau beim Basis-TL).

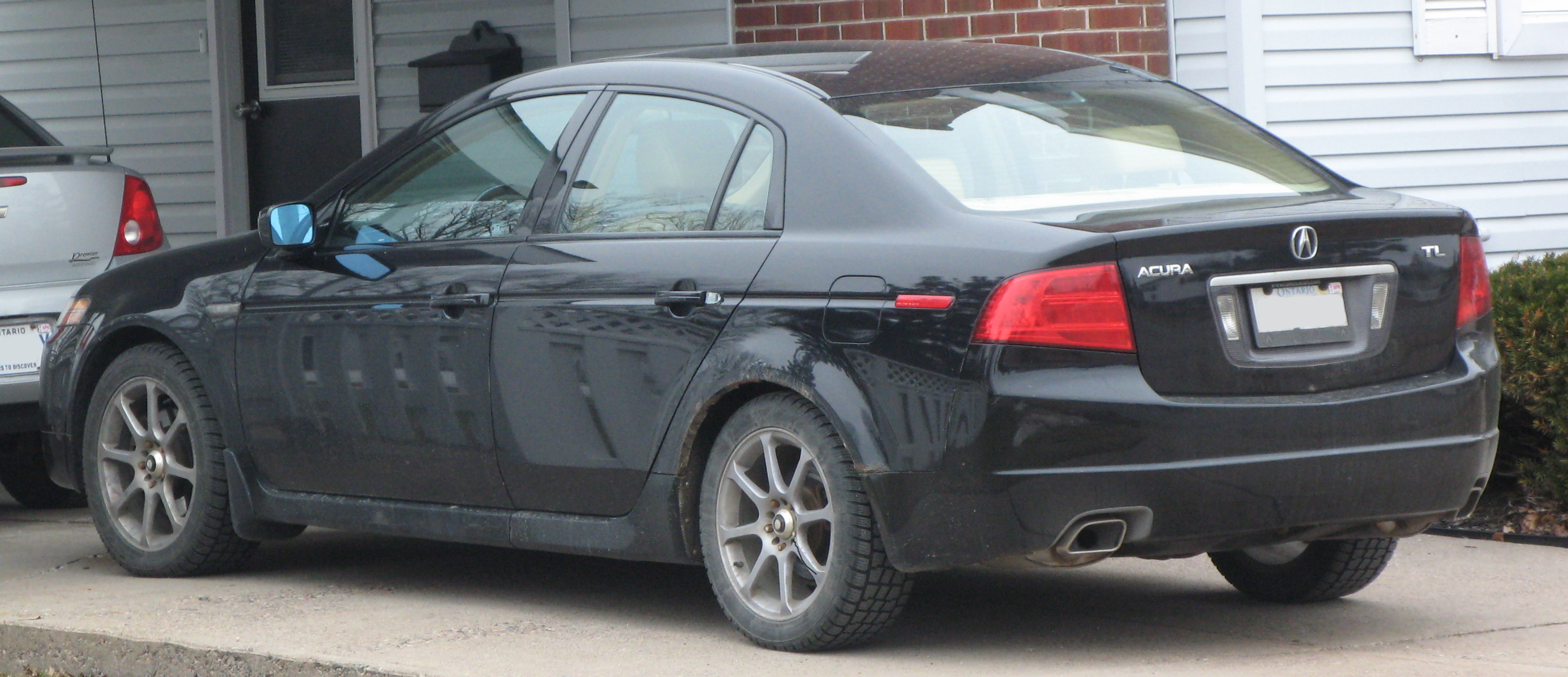
Heckansicht
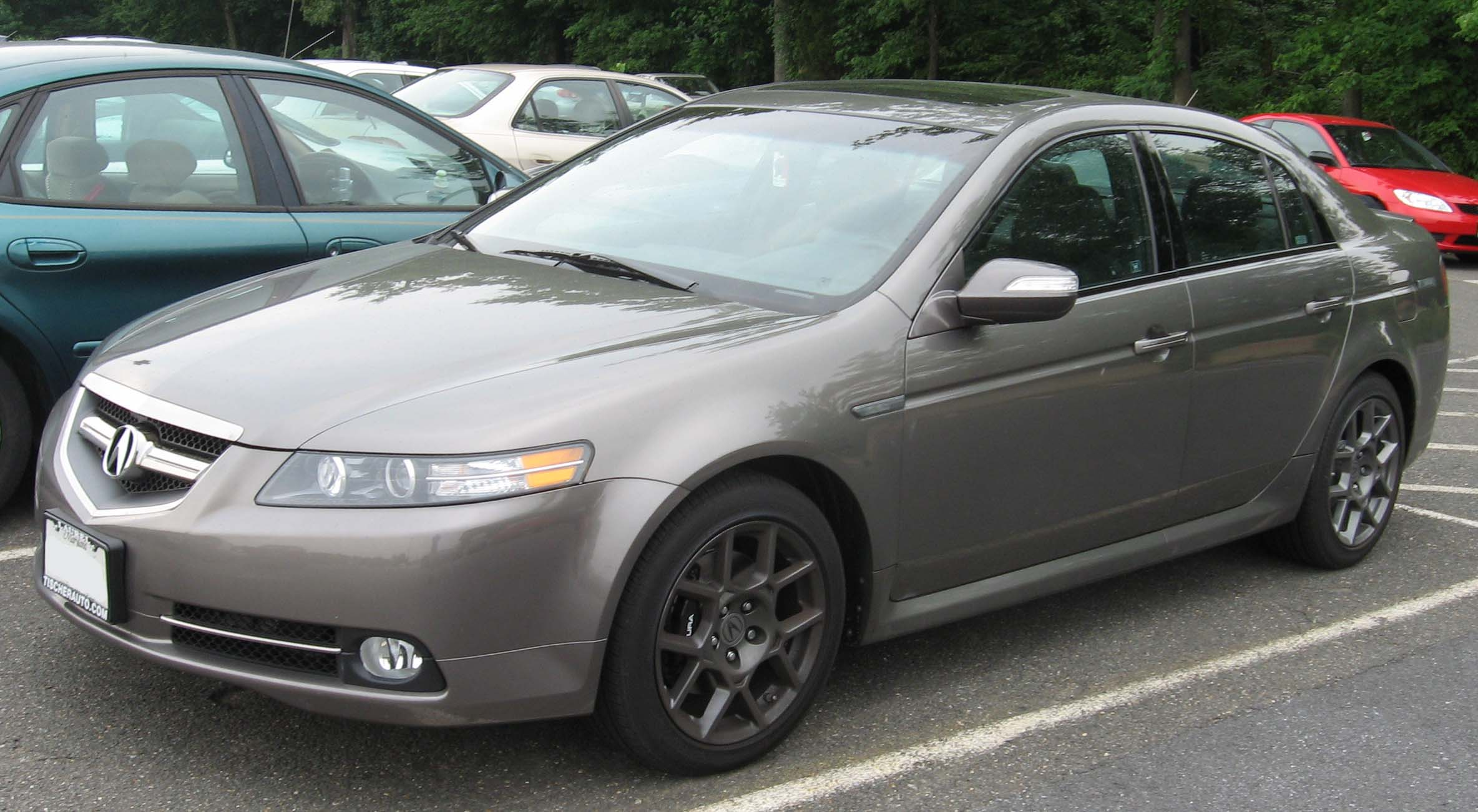
Acura TL (2007–2008)
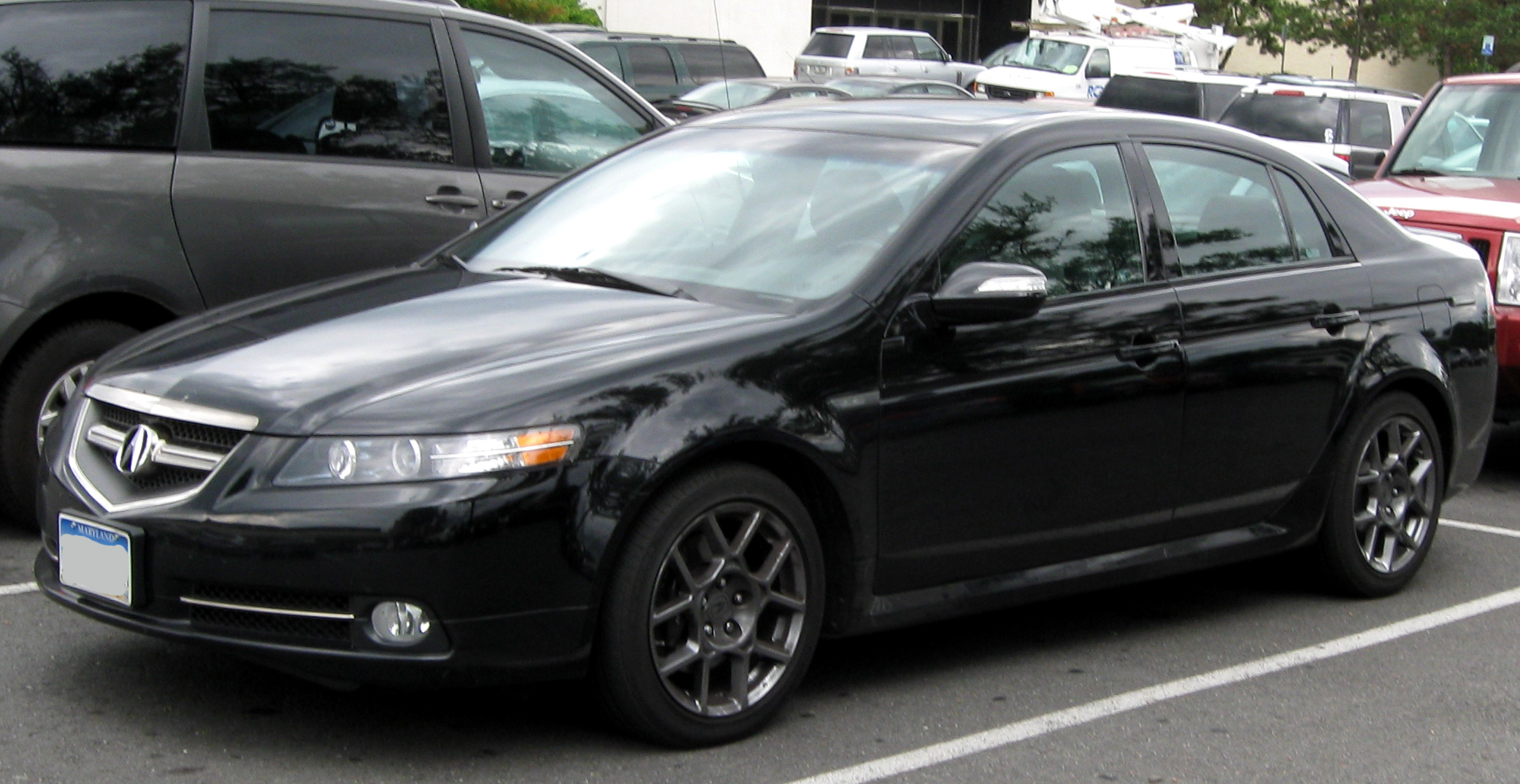
Acura TL Type S (2007–2008)
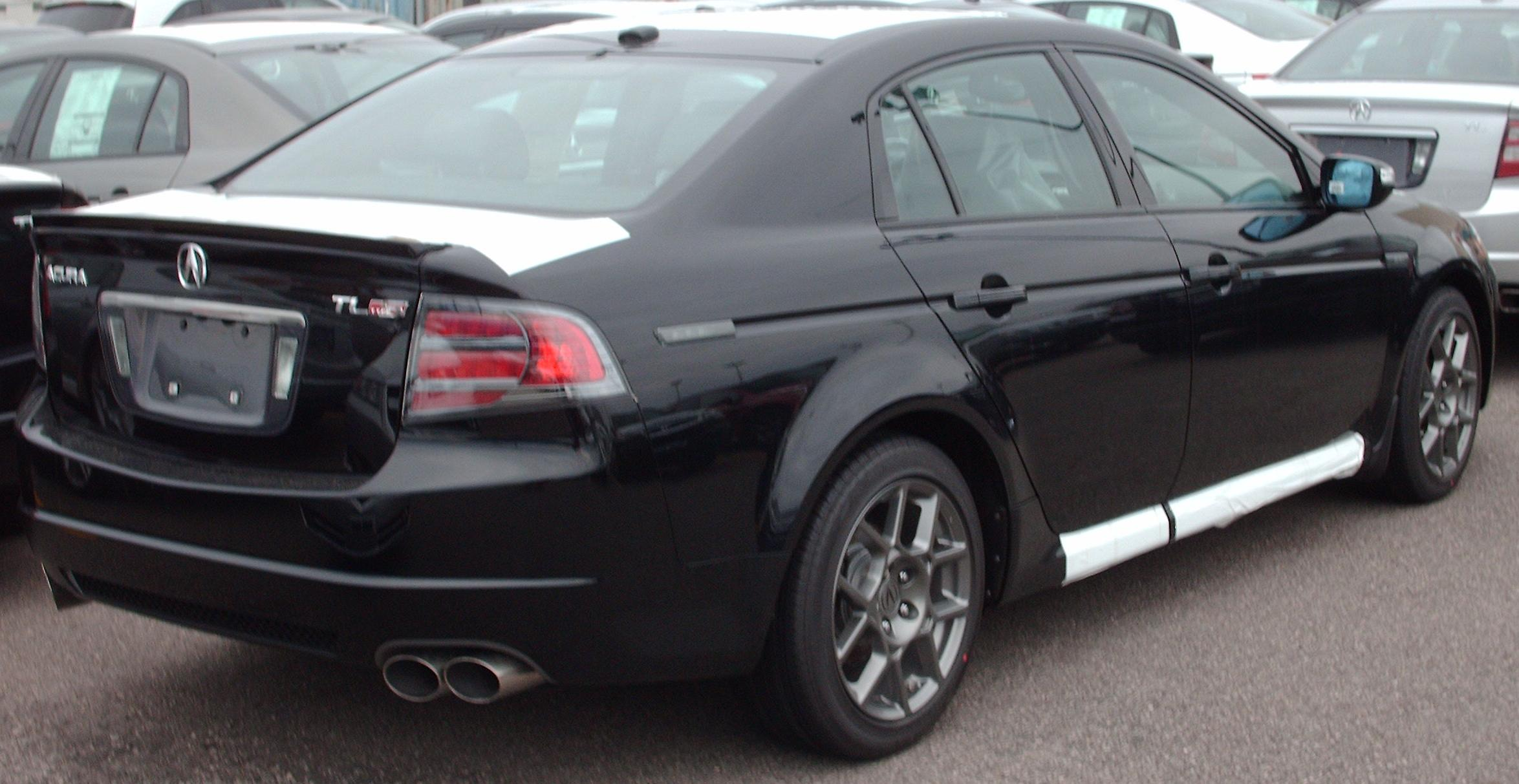
Heckansicht
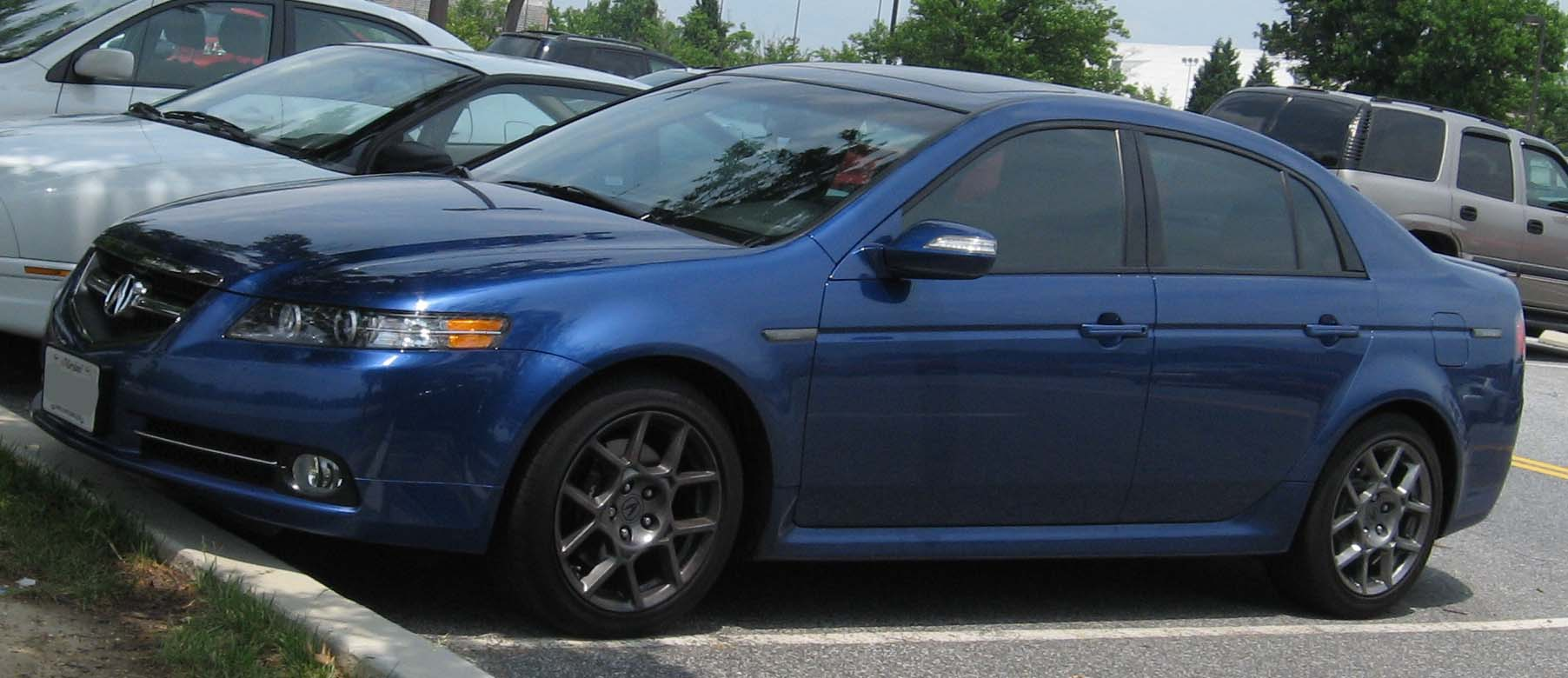
Acura TL Type S in Kinetic Blue Pearl

## Vierte Generation (2008–2014, UA8, UA9)
Die vierte Generation des TL wurde ab 2008 gebaut. Die Front, zu der eine große Chromplatte im oberen Bereich des Kühlergrills gehört, wurde nun aggressiver gestaltet. Passend dazu stieg die Leistung an. Der normale TL bekam den 3,5-Liter-Motor des vorherigen Type S, der allerdings auf 284 PS (294 kW) reduziert wurde; darüber gab es als SH-AWD („Super-Handling All-Wheel Drive“) eine Allradversion mit einem 309 PS (227 kW) starken 3,7-Liter-V6-Motor. Für diesen wurde auch eine Handschaltung angeboten.
Für das Modelljahr 2012 wurde der Wagen leicht überarbeitet. Insbesondere kam die Front ab jenem Zeitpunkt ohne die Spalten seitlich der Chromplatte am Kühlergrill aus.

2014 wurde der TL durch den Acura TLX abgelöst.

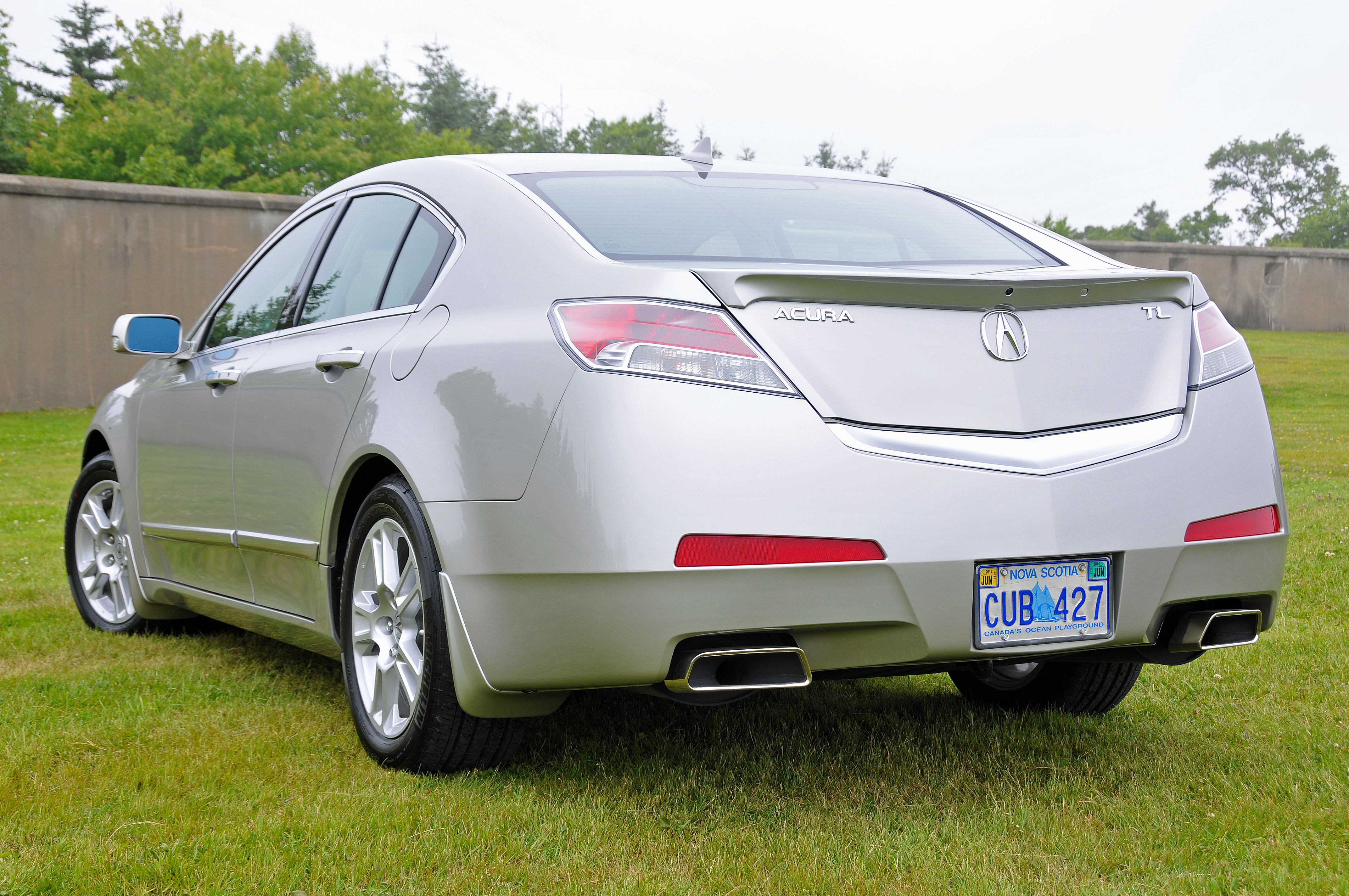
Heckansicht
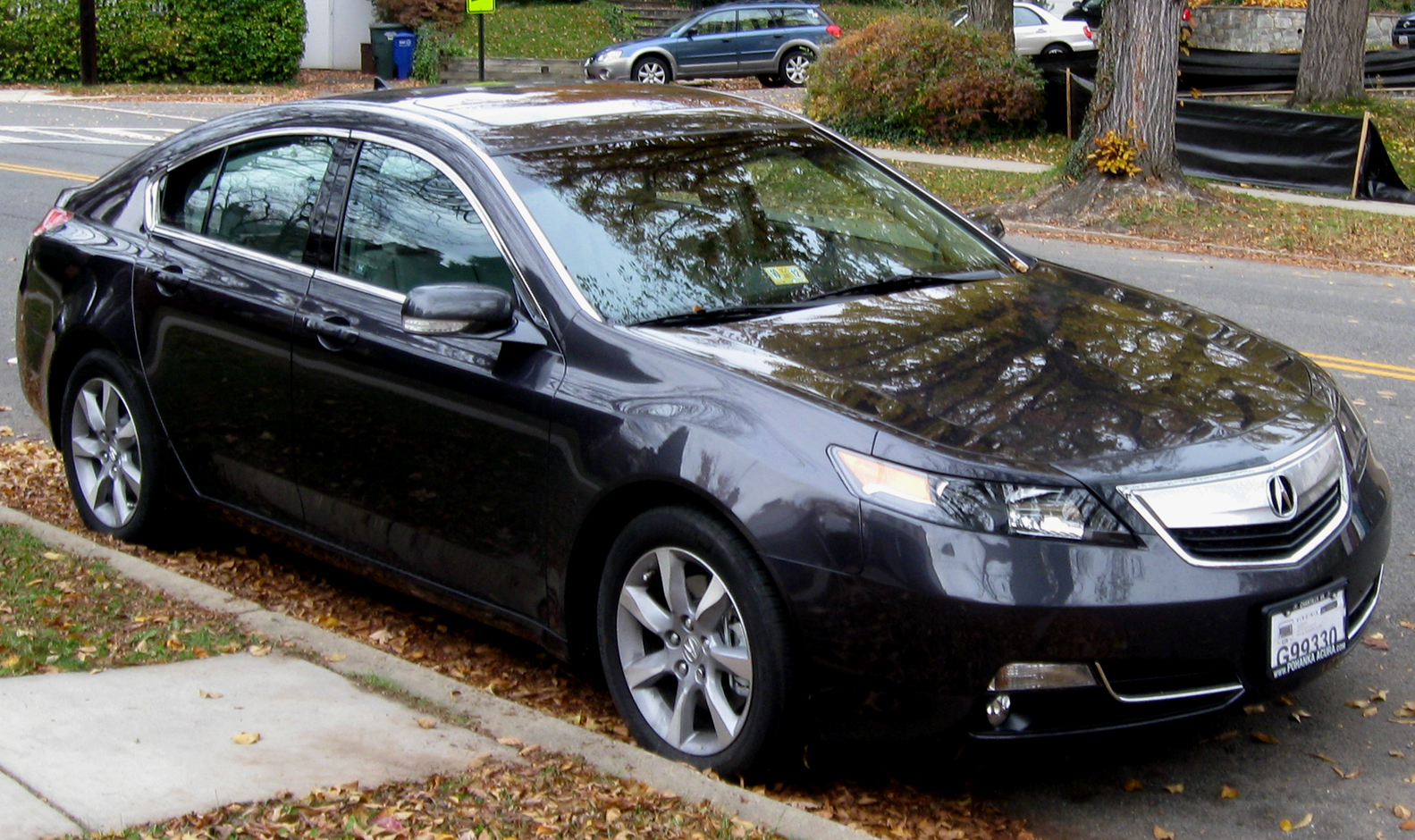
Facelift (2012–2014)
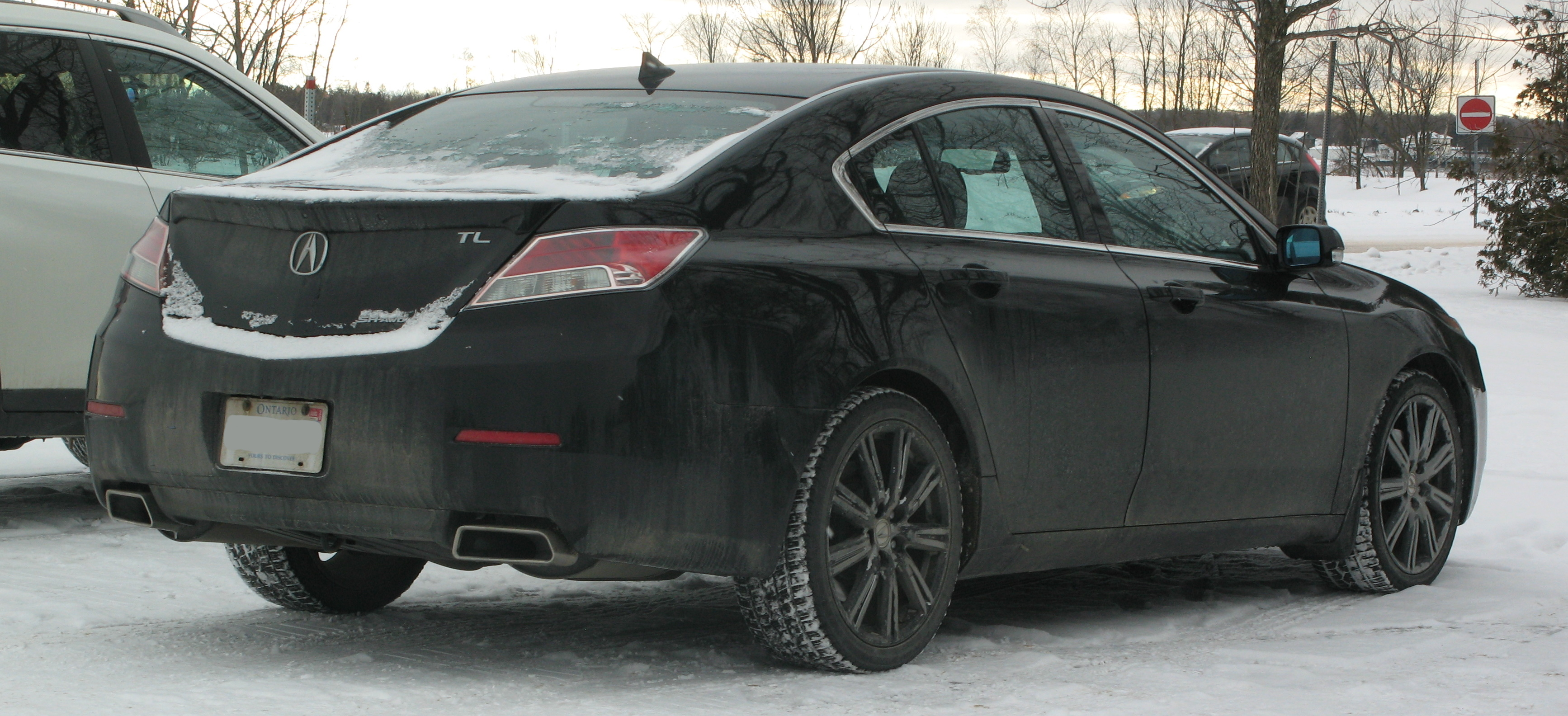
Heckansicht